# Lliga Liberal Catalana
Lliga Liberal Catalana fou un partit polític català fundat el 1976 per Salvador Millet i Bel, antic membre del Club Catalònia, Octavi Saltor i Soler i Modest Sabaté i Puig. Es tractava d'antics militants de la Lliga Catalana, poc o gens vinculats al franquisme, que pretenien recuperar el seu espai polític com una opció de dreta liberal, regionalista, monàrquica, demòcrata i atlantista, però que no sabé connectar amb els empresaris ni amb les classes mitjanes. Es coalitzà per a les eleccions generals espanyoles de 1977 amb Acció Democràtica per a formar la Lliga de Catalunya-Partit Liberal Català, però els mals resultats provocaren una crisi i la desintegració del partit el 1979. El sector més jove ingressà a la Unió de Centre de Catalunya (UCC).